# Powiat Tirschenreuth
Powiat Tirschenreuth (niem. Landkreis Tirschenreuth) – powiat w Niemczech, w kraju związkowym Bawaria, w rejencji Górny Palatynat, w regionie Oberpfalz-Nord. Jedyna gmina miejska Waldershof należy do regionu Oberfranken-Ost.
Siedzibą powiatu Tirschenreuth jest miasto Tirschenreuth.

## Podział administracyjny
W skład powiatu Tirschenreuth wchodzi:
- siedem gmin miejskich (Stadt)
- siedem gmin targowych (Markt)
- dwanaście gmin wiejskich (Gemeinde)
- pięć wspólnot administracyjnych (Verwaltungsgemeinschaft)

Miasta:
| Lp. | Nazwa miasta  | Ludność (31.12.2011) | Powierzchnia km² |
| --- | ------------- | -------------------- | ---------------- |
| 1   | Bärnau        | 3.202                | 74,42            |
| 2   | Erbendorf     | 5.254                | 67,55            |
| 3   | Kemnath       | 5.215                | 54,13            |
| 4   | Mitterteich   | 6.751                | 39,95            |
| 5   | Tirschenreuth | 9.073                | 66,54            |
| 6   | Waldershof    | 4.343                | 60,40            |
| 7   | Waldsassen    | 6.908                | 66,54            |

Gminy targowe:
| Lp. | Nazwa gminy targowej | Ludność (31.12.2011) | Powierzchnia km² |
| --- | -------------------- | -------------------- | ---------------- |
| 1   | Falkenberg           | 945                  | 39,41            |
| 2   | Fuchsmühl            | 1.671                | 14,84            |
| 3   | Konnersreuth         | 1.886                | 23,32            |
| 4   | Mähring              | 1.871                | 72,94            |
| 5   | Neualbenreuth        | 1.463                | 50,13            |
| 6   | Plößberg             | 3.350                | 74,10            |
| 7   | Wiesau               | 4.094                | 42,72            |

Gminy wiejskie:
| Lp. | Nazwa gminy         | Ludność (31.12.2011) | Powierzchnia km² |
| --- | ------------------- | -------------------- | ---------------- |
| 1   | Brand               | 1.151                | 10,28            |
| 2   | Ebnath              | 1.331                | 11,03            |
| 3   | Friedenfels         | 1.279                | 16,28            |
| 4   | Immenreuth          | 1.826                | 26,41            |
| 5   | Kastl               | 1.401                | 24,74            |
| 6   | Krummennaab         | 1.544                | 17,72            |
| 7   | Kulmain             | 2.331                | 35,60            |
| 8   | Leonberg            | 1.102                | 51,33            |
| 9   | Neusorg             | 1.915                | 17,85            |
| 10  | Pechbrunn           | 1.400                | 26,46            |
| 11  | Pullenreuth         | 1.818                | 43,16            |
| 12  | Reuth bei Erbendorf | 1.202                | 16,91            |

Wspólnoty administracyjne:
| Lp. | Nazwa wspólnoty administracyjnej | Ludność (31.12.2011) | Powierzchnia km² | Liczba gmin |
| --- | -------------------------------- | -------------------- | ---------------- | ----------- |
| 1   | Kemnath                          | 6.616                | 78,87            | 2           |
| 2   | Krummennaab                      | 2.746                | 34,63            | 2           |
| 3   | Mitterteich                      | 9.253                | 117,14           | 3           |
| 4   | Neusorg                          | 6.215                | 82,32            | 4           |
| 5   | Wiesau                           | 5.039                | 82,13            | 2           |

## Zmiany administracyjne
- 1 stycznia 2017
  - likwidacja obszaru wolnego administracyjnie Lenauer Forst